# Roman Butenko
Roman Anatolijowycz Butenko, ukr. Роман Анатолійович Бутенко (ur. 30 marca 1980 w Doniecku, zm. 30 listopada 2012) – ukraiński piłkarz grający na pozycji napastnika, a wcześniej pomocnika.

## Kariera piłkarska

### Kariera klubowa
Wychowanek klubu Szachtar Donieck, w którym rozpoczął karierę piłkarską. Występował tylko w drugiej i trzeciej drużynie Szachtara, a na początku 2001 przeszedł do Polihraftechniki Oleksandria. W lipcu 2001 przeniósł się do Polissia Żytomierz. W 2002 grał w amatorskim zespole WAWK Wołodymyriwka, a w następnym roku został piłkarzem Arsenał Charków, któremu pomógł awansować do Wyszczej Lihi. W listopadzie 2003 występował na zasadzie wypożyczenia w miejscowym Helios Charków. Potem bronił barw klubu Łokomotyw Dworiczna, a na początku 2007 wyjechał do Armenii, gdzie podpisał kontrakt z Banancem Erywań. Przez problemy zdrowotne z mięśniami latem 2007 był zmuszony powrócić do ojczyzny, gdzie został piłkarzem Tytanu Donieck. W styczniu 2008 podpisał kontrakt z Metalistem Charków. Latem 2009 po wygaśnięciu kontraktu z Metalistem próbował swoich sił w klubie Zoria Ługańsk. Jednak kontrakt nie został podpisany i piłkarz postanowił zakończyć karierę piłkarską.

### Kariera reprezentacyjna
W 2000 występował w młodzieżowej reprezentacji Ukrainy.

## Sukcesy i odznaczenia

### Sukcesy klubowe
- mistrz Armenii: 2007
- brązowy medalista Mistrzostw Ukrainy: 2009
- zdobywca Pucharu Armenii: 2007